# Aega monophthalma
Aega monophthalma is een pissebed uit de familie Aegidae. De wetenschappelijke naam van de soort is voor het eerst geldig gepubliceerd in 1834 door Johnston.